# Matthias Hermann (Musikpädagoge)
Matthias Hermann (* 1960 in Ludwigsburg) ist ein deutscher Musikwissenschaftler und -pädagoge, Dirigent und Komponist.
Hermann studierte Schulmusik (mit den Hauptfach Orgel bei Jon Laukvik), Germanistik und Dirigieren. Er ist Schüler von Helmut Lachenmann, dessen Schriften er ins Polnische übersetzte. Seit 1987 unterrichtet er an der Staatlichen Hochschule für Musik und Darstellende Kunst Stuttgart, seit 1991 als Professor. 2007 wurde er Prorektor der Hochschule. Seit 1998 leitet er zudem zentrale Lehrerfortbildungen im Auftrag des polnischen Kultusministeriums. Er unterrichtete als Gastprofessor an der Jagiellonen-Universität und der Musikhochschule in Krakau, in Warschau, Katowice, Posen, Lodz, Kiew und Moskau und als Dozent bei verschiedenen Sommerkursen für Neue Musik.
In seiner Promotionsarbeit „Kompositorische Verfahren in Musik zwischen 1975 und 2003“ (2013) befasste sich Hermann mit den Komponisten Pierre Boulez, Morton Feldman, Manuel Hidalgo, György Kurtág, Helmut Lachenmann und Luigi Nono. Er ist außerdem Autor von Büchern zur Analyse Neuer Musik und zu musikalischen Formen in Barock und Klassik.
Als Gastdirigent trat Hermann u. a. an der Deutschen Oper Berlin und der Oper Frankfurt, mit dem Rundfunk-Sinfonieorchester Berlin, dem Radio-Sinfonieorchester Stuttgart, dem Radio Sinfonie Orchester Spanien, dem Orchestra Sinfonica Nazionale della RAI Torino, dem Orquestra Sinfónica do Porto, dem Radio-Symphonieorchester Wien, dem SWR Sinfonieorchester Baden-Baden und Freiburg, dem Tokyo Symphony Orchestra, dem Taipeh National Symphony Orchestra, dem SWR Vokal-Ensemble sowie den Hochschulorchestern in Stockholm und Peking auf. Hermann komponierte Auftragswerke für Festivals und Ensembles sowie Schauspielmusiken.